# Somália nos Jogos Olímpicos de Verão de 2016
A Somália competiu nos Jogos Olímpicos de 2016 no Rio de Janeiro, Brasil, entre os dias 5 e 21 de agosto de 2016. A participação do país nas Olimpíadas do Rio de Janeiro marcou sua nona participação nos Jogos Olímpicos de Verão desde a sua estreia em 1972, disputados em Munique. A delegação incluiu dois atletas de atletismo: a velocista Maryan Nuh Muse e o corredor de longa distância Mohamed Daud Mohamed, que foi o porta-bandeira do país no Desfile das Nações. Nenhum dos atletas progrediu após a primeira fase de suas respectivas competições.

## Antecedentes
A Somália participou de nove edições dos Jogos Olímpicos de Verão entre a sua estreia nos Jogos Olímpicos de Verão de 1972, em Munique, Alemanha Ocidental e os Jogos Olímpicos de Verão de 2016 no Rio de Janeiro, Brasil. O maior número de somalis que participavam de qualquer um dos Jogos de Verão foi de sete nos Jogos de 1984 em Los Angeles, Estados Unidos. Nenhum somali jamais conquistou uma medalha nas Olimpíadas. A Somália recebeu vagas de universalidade da Associação Internacional de Federações de Atletismo (IAAF) para enviar um atleta masculino e uma feminina para os Jogos Olímpicos de 2016.
Em 2014, o Comitê Olímpico da Somália nomeou uma equipe de profissionais para encontrar atletas somalis talentosos para os próximos Jogos Olímpicos de Verão. Os esforços foram dificultados pela Guerra Civil da Somália em andamento, tanto no acesso dos olheiros quanto no fato de os atletas estarem fugindo dos combates. Samia Yusuf Omar, que representou a nação nos Jogos Olímpicos de Verão de 2008 em Pequim, China, afogou-se na costa da Líbia enquanto tentava chegar à Europa de barco em 2012.
Maryan Nuh Muse foi escolhida para competir nos 400 metros feminino e Mohamed Daud Mohamed, nascido no Quênia, nos 5000 metros masculino. Outros cidadãos somalis competiram nos Jogos Olímpicos de Verão de 2016, mas sob a cidadania de outros países; estes incluíram Mo Farah, para a Grã-Bretanha, e Mohammed Ahmed, para o Canadá. Mohamed foi escolhido para ser o porta-bandeira da Somália durante o Desfile das Nações.

## Atletismo

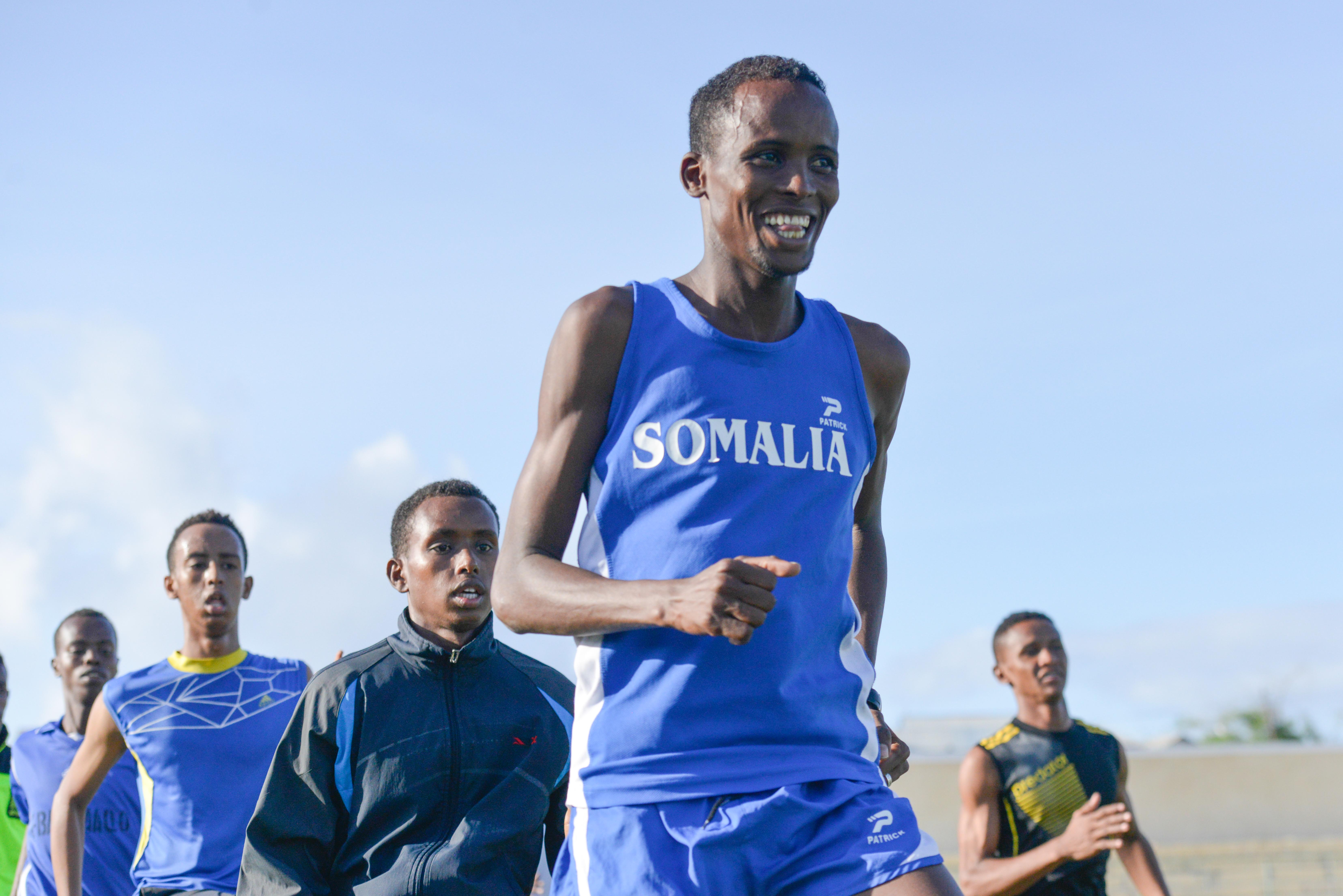
Mohamed Daud Mohamed

A participação de Mohamed nos 5000 metros masculino marcou sua primeira aparição em uma competição internacional de atletismo, após uma transição do futebol para o novo esporte. Ele afirmou em uma entrevista antes das Olimpíadas: "Estou melhorando a cada dia e espero melhorar o meu tempo de chegada. Correr é difícil e todos os atletas pretendem vencer. Meu objetivo é vencer; mas existem maneiras diferentes de vencer, não só terminar como o primeiro, o segundo ou o terceiro. Se eu estabelecer um novo recorde pessoal, é uma vitória para mim". Mohamed competiu em 17 de agosto na primeira bateria dos 5000 metros, terminando na 24ª posição dos 25 corredores, apenas à frente de Rosefelo Siosi, das Ilhas Salomão, sendo eliminado da competição.
Por sua vez, Muse já havia competido representando a Somália em competições internacionais de atletismo juvenil em todo o planeta. Antes da competição, ela falou da diferença na qualidade das instalações de treinamento na Somália em comparação com as de outros países, dizendo: "Vários países participarão, entre eles Jamaica e Estados Unidos; mas espero brilhar. Nós não temos as mesmas instalações de treinamento, as deles são melhores que as nossas. Eu sei que eles estão determinados a vencer, mas também estamos igualmente determinados." Ela competiu na sexta bateria da competição de 400 metros em 13 de agosto; ela ficou em último lugar com 1:10.14, mais de 18 segundos atrás da vencedora da bateria, Salwa Eid Naser, do Bahrein.
Legenda
- Nota – As classificações das provas de pista são apenas dentro da bateria em que o atleta competiu
- N/A = Ronda não existente nessa prova

Pista e estrada
| Atleta               | Prova            | Fase     | Fase          | Semifinal   | Semifinal     | Final       | Final         |
| Atleta               | Prova            | Tempo    | Classificação | Tempo       | Classificação | Tempo       | Classificação |
| -------------------- | ---------------- | -------- | ------------- | ----------- | ------------- | ----------- | ------------- |
| Mohamed Daud Mohamed | 5000 m masculino | 14:57.84 | 24            | —           | —             | Não avançou | Não avançou   |
| Maryan Nuh Muse      | 400 m feminino   | 1:10.14  | 8             | Não avançou | Não avançou   | Não avançou | Não avançou   |